# Palio (film)
Palio è un film del 1932 diretto da Alessandro Blasetti.
Pellicola ambientata durante il Palio di Siena, che oltre ad offrire alcune notevoli riprese della campagna senese e della vita dei butteri, si segnala per l'esordio come protagonista dell'attore Guido Celano, nella parte del fantino Zarre, insieme con l'attrice Leda Gloria, anch'essa nella sua prima parte importante (la contradaiola Fiora).
Nella colonna sonora del film è presente la canzone Oh!...fa la donna, scritta da Herbert Jonas ed Ennio Neri, ed eseguita da Anacleto Rossi con Los Hidalgos.

## Trama
Il fantino della Lupa Zarre è innamorato di una contradaiola, Fiora. Ingelositosi dopo averla vista corteggiata dal Capitano della Civetta, si reca piccato ad un caffè-concerto. Qui si invaghisce della cantante, Liliana, che dopo essersi accordata col fantino della Civetta, Bachicche, tende a Zarre una trappola; andandola a trovare la sera prima del Palio, dopo aver rotto la storia con Fiora, questi è vittima di un agguato e le bastonate ricevute sembrano impedirgli di poter partecipare alla corsa. Ma la sera successiva, udendo il suono di Sunto, la campana della Torre del Mangia, Zarre si precipita in Piazza del Campo e, sebbene malconcio, corre per la Lupa vincendo il Palio. Alla gioia per la vittoria si aggiungerà quella di aver ritrovato Fiora.